# ブリリアントブルーFCF
ブリリアントブルーFCF (Brilliant Blue FCF) は、青色に着色することのできる着色料。食用タール色素に分類される合成着色料である。通称青色1号（あおいろいちごう）。常温では金属光沢のある赤紫色の粒状の固体で、無臭である。分子式はC37H34N2Na2O9S3、分子量792.86。CAS登録番号 : 3844-45-9、E番号 : E133。工業的には、ベンズアルデヒドスルホン酸とエチルベンジルアニリンスルホン酸を反応させたものを酸化させることによって作り出す。
主に食品添加物や工業製品の着色用途として使用される。旧厚生省は天然に存在しない添加物に分類している。EUでは食品添加物（E番号:E133）として認可されているが、ベルギー、フランス、ドイツ、スウェーデン、オーストリアは国として禁止している。またアメリカでは連邦食品・医薬品・化粧品法（FD&C法）に基づき、"FD&C Blue No. 1"として食品（医薬品または化粧品）添加物として認可されている。
大腸の内視鏡検査で腺腫かどうかの判別のための染色液としても使用される。
FAO/WHO合同食品添加物専門家会議 (JECFA) の毒性試験では短期毒性、長期毒性および発がん性は確認されていない。国際癌研究機関 (IARC) の発がん性リスク評価においても発がん性が確認できていない（Group 3）。
そのため、日本、EU（ベルギー、フランス、ドイツ、スウェーデン、オーストリアを除く）や米国を始め、多くの国で使用が認められてきた。菓子などの食品やジュースを青色に着色する場合に使用されることがある。食品の着色の際には約0.01%の比率で混合するが、ヨーロッパ諸国の一部ではEU法を部分的に批准していないために食品への使用が禁止されている。あるいは、国際がん研究機関 (IARC) の発がん性リスクではグループ3（発がん性を分類できない）に分類されている。
2025年4月22日、アメリカ食品医薬品局は着色料を段階的に廃止する方針を公表した。特に青色1号を含む6つの着色料については、食品業界と連携して2026年末までに排除する方針を発表した。
PNASに掲載された報告によれば、青色1号には脊髄損傷に起因する炎症を抑える効果があるという。ラットを用いた調査によれば、青色1号を投与されたグループは、投与されなかったグループよりも脊髄の回復が著しく早かったという。前述の通り副作用の危険性が少ないとされるため、これは「新たな治療法」にも成り得る一方で、副作用として、目や皮膚など細胞全体が真っ青に染まってしまう恐れがあるとのことである
。